# 崔遵度
崔遵度（954年—1020年）。字堅白，江陵（今屬湖北）人，北宋官員、古琴家。
舉家徙淄川（今山東淄博）。太平興國八年（983年）進士，為和川（今安徽和县）主簿。改任臨汾主簿，為转运粮草，曾三抵绥州（今陕西绥德），眾人跋涉无定河，由於河水汹涌，溺死者無數，他作文以志哀悼。端拱初年，遷轉運副使。淳化年間，遷殿中丞，改知忠州（今重庆忠县），遇李順起義，棄城逃走，貶崇陽（今屬湖北）縣令。真宗即位，復官太子中允，改太常丞、直史館，編修兩朝國史。大中祥符元年，修起居注。大中祥符中，累官左司諫。大中祥符九年，始建东宫，加吏部郎中兼左諭德。出使契丹，判司農寺。因嗜酒得疾，天禧四年（1020年）八月去世，年六十七。
遵度不樂名利，唯善琴，著有《琴箋》一卷，已佚。范仲淹酷嗜琴，曾向崔遵度请教琴道，崔遵度回答：“清厉而静，和润而远。”